# Anzacia dimota
Anzacia dimota är en spindelart som först beskrevs av Simon 1908.  Anzacia dimota ingår i släktet Anzacia och familjen plattbuksspindlar.
Artens utbredningsområde är Victoria, Australien. Inga underarter finns listade i Catalogue of Life.